# Euzois
Euzois (auch: Euzoios) († 154) war Bischof von Byzantion. In seine Amtszeit, die auf die Jahre 148–154 datiert wird, fällt die Christenverfolgung des Kaisers Antoninus Pius. Euzois' Nachfolger wurde Laurentius.